# Алферьево (Наро-Фоминский район)
Алферьево — деревня в Наро-Фоминском районе Московской области, входит в состав сельского поселения Волчёнковское. Численность постоянного населения по Всероссийской переписи 2010 года — 15 человек. До 2006 года Алферьево входило в состав Афанасьевского сельского округа.
Деревня расположена в юго-западной части района, на безымянном правом притоке реки Исьма (приток Протвы), примерно в 6 км к юго-востоку от города Верея, высота центра над уровнем моря 217 м. Ближайшие населённые пункты в 2,5 км — Коровино на юго-восток и Волчёнки на северо-запад.